# Cyclea longgangensis
Cyclea longgangensis là một loài thực vật có hoa trong họ Biển bức cát. Loài này được J.Y.Luo mô tả khoa học đầu tiên năm 1989.